# Phyllosticta mercurialis
Phyllosticta mercurialis är en svampart som beskrevs av Desm. 1849. Phyllosticta mercurialis ingår i släktet Phyllosticta och familjen Botryosphaeriaceae.   Inga underarter finns listade i Catalogue of Life.